# Cody Ceci
Cody Ceci (* 21. Dezember 1993 in Ottawa, Ontario) ist ein kanadischer Eishockeyspieler, der seit Juli 2025 bei den Los Angeles Kings in der National Hockey League unter Vertrag steht. Zuvor war der Verteidiger drei Jahre bei den Edmonton Oilers unter Vertrag, sechs Jahre lang für die Ottawa Senators aktiv und stand je kurzzeitig für die Toronto Maple Leafs, Pittsburgh Penguins, San Jose Sharks und Dallas Stars auf dem Eis. Mit der kanadischen Nationalmannschaft gewann Ceci die Goldmedaille bei der Weltmeisterschaft 2016.

## Karriere

### Jugend
Cody Ceci kam als Sohn sportlicher Eltern zur Welt. Von seiner Mutter, einer Eiskunstläuferin, lernte er bereits im Alter von drei Jahren Schlittschuhlaufen. Sein Vater Perri Ceci war ein professioneller Canadian-Football-Spieler, der mit den Guelph Gryphons der University of Guelph 1984 den Vanier Cup gewann und auch in der Canadian Football League für die Calgary Stampeders auflief, ehe ein Riss des vorderen Kreuzbandes seine Karriere vorzeitig beendete. Sowohl Codys jüngerer Bruder als auch seine ältere Schwester spielen bzw. spielten ebenfalls Eishockey.
Cody Ceci verließ Ottawa bereits im Alter von 13 Jahren, um fortan in Lakefield (Ontario) die Lakefield College School als Internat zu besuchen. In der Folge spielte er in den Jugendabteilungen der Peterborough Petes sowie für die Peterborough Liftlock Stars. Durch seine Leistungen dort galt er als eines der vielversprechendsten Talente in der Priority Selection der Ontario Hockey League (OHL), einer der drei erstklassigen Juniorenligen Kanadas. Da er auch Angebote für Stipendien von Hochschulen der NCAA (u. a. Harvard) vorliegen hatte, legten seine Eltern fest, dass die Entscheidung bei ihm liege, wenn er in der ersten Runde des Drafts ausgewählt würde, ansonsten würden sie entscheiden. In der Folge wurde er von den Ottawa 67’s in der ersten Runde an 16. Stelle ausgewählt und spielte somit sowohl in der OHL als auch in seiner Heimatstadt.
Nach seiner ersten Saison in der OHL vertrat er das Team Canada Ontario bei der World U-17 Hockey Challenge 2010 und gewann dort mit dem Team die Silbermedaille. In der folgenden Spielzeit steigerte er seine Scorerpunkte bereits von 12 auf 34, sodass er auch zur U18-Nationalmannschaft Kanadas eingeladen wurde und mit dieser an der Junioren-Weltmeisterschaft 2011 teilnahm. In der Spielzeit 2011/12 schaffte Ceci seinen Durchbruch, indem er seine Punktausbeute auf 60 Punkte brachte und damit fast verdoppelte. Infolgedessen sprang er in der Rangliste der nordamerikanischen Feldspieler für den anstehenden NHL Entry Draft 2012 vom 16. auf den sechsten Platz; zudem wurde er ins Second All-Star Team der OHL gewählt. Im eigentlichen Draft wählten ihn dann die Ottawa Senators an 15. Position aus, wobei Ceci bereits im Kindesalter Fan des Franchises aus seiner Heimatstadt war. Noch im August gleichen Jahres unterzeichnete Ceci einen Einstiegsvertrag bei den Senators, blieb jedoch vorerst im Kader der Ottawa 67’s. In seinem letzten Jahr bei den 67’s führte er die Mannschaft als Kapitän an, ehe er im Januar 2013 durch ein mehrere Spieler betreffendes Tauschgeschäft – darunter Joseph Blandisi und Jacob Middleton – zu den Owen Sound Attack wechselte, die ebenfalls in der OHL spielen.

### NHL
Zum Ende der Saison 2012/13 wurde der Verteidiger dann erstmals in den Kader der Binghamton Senators berufen, die als Farmteam der Ottawa Senators in der American Hockey League (AHL) fungieren. Zudem wurde er zum zweiten Mal in Folge ins Second All-Star Team der OHL berufen. Den Beginn der Spielzeit 2013/14 verbrachte er ebenfalls in der AHL, wurde jedoch bereits im Dezember 2013 ins NHL-Aufgebot berufen, um den gesperrten Jared Cowen zu vertreten. Bereits zwei Spiele nach seinem Debüt gegen die Buffalo Sabres erzielte er in der Overtime des Spiels gegen die St. Louis Blues sein erstes Tor in der National Hockey League. Seither stand Ceci fest im Kader der Senators. Nach der Saison 2015/16 debütierte er für die kanadische A-Nationalmannschaft bei der Weltmeisterschaft 2016 und gewann dort mit dem Team die Goldmedaille.
Anfang Juli 2019 wurde er nach sechs Jahren im Franchise gemeinsam mit Ben Harpur, Aaron Luchuk und einem Drittrunden-Wahlrecht im NHL Entry Draft 2020 zu den Toronto Maple Leafs transferiert. Diese gaben im Gegenzug Nikita Saizew, Connor Brown und Michael Carcone an Ottawa ab. In Toronto war der Abwehrspieler in der Folge ein Jahr aktiv, ehe er sich im Oktober 2020 als Free Agent den Pittsburgh Penguins anschloss. In gleicher Weise wechselte er im Juli 2021 zu den Edmonton Oilers, die ihn mit einem Vierjahresvertrag ausstatteten, der ihm ein durchschnittliches Jahresgehalt von 3,25 Millionen US-Dollar einbringen soll. In den Playoffs 2024 erreichte er mit den Oilers das Finale um den Stanley Cup, unterlag dort allerdings den Florida Panthers mit 3:4.
Am 18. August 2024 gaben die Edmonton Oilers bekannt, Ceci – zusammen mit einem Drittrunden-Wahlrecht des NHL Entry Draft 2025 – für den Verteidiger Ty Emberson der San Jose Sharks transferiert zu haben. Nach einem halben Jahr in San Jose wurde der Verteidiger dann im Februar 2025 samt Mikael Granlund an die Dallas Stars abgegeben. Im Gegenzug erhielten die Sharks ein Erstrunden- sowie ein konditionales Viertrunden-Wahlrecht im NHL Entry Draft 2025. Aus dem Wahlrecht für die vierte soll eines für die dritte Runde werden, sofern Dallas in den Playoffs 2025 das Stanley-Cup-Finale erreicht. Im Juli 2025 unterzeichnete er als Free Agent einen Vierjahresvertrag mit einem Gesamtvolumen von 18 Millionen US-Dollar bei den Los Angeles Kings.

## Erfolge und Auszeichnungen
- 2012 OHL Second All-Star Team
- 2013 OHL Second All-Star Team

### International
- 2010 Silbermedaille bei der World U-17 Hockey Challenge
- 2016 Goldmedaille bei der Weltmeisterschaft

## Karrierestatistik
Stand: Ende der Saison 2024/25

### International
Vertrat Kanada bei:
- World U-17 Hockey Challenge 2010
- U18-Junioren-Weltmeisterschaft 2011
- Weltmeisterschaft 2016

(Legende zur Spielerstatistik: Sp oder GP = absolvierte Spiele; T oder G = erzielte Tore; V oder A = erzielte Assists; Pkt oder Pts = erzielte Scorerpunkte; SM oder PIM = erhaltene Strafminuten; +/− = Plus/Minus-Bilanz; PP = erzielte Überzahltore; SH = erzielte Unterzahltore; GW = erzielte Siegtore; 1 Play-downs/Relegation; Kursiv: Statistik nicht vollständig)